# 太鲁阁绣线菊
太鲁阁绣线菊，也称大罗口绣线菊，为蔷薇科绣线菊属下的一个种。其种加词“tarokoensis”意为“（屬於台湾花莲）太鲁阁的”。